# 16124 Timdong
16124 Timdong è un asteroide della fascia principale. Scoperto nel 1999, presenta un'orbita caratterizzata da un semiasse maggiore pari a 2,3912494 au e da un'eccentricità di 0,1569530, inclinata di 1,61220° rispetto all'eclittica.
L'asteroide è dedicato allo studente statunitense Timothy Allen Dong.